# トリエタノールアミン
トリエタノールアミン (triethanolamine、Trolamine) は有機化合物でアミンの一種。他のアミン同様、トリエタノールアミンは窒素原子上の孤立電子対により弱塩基性を示す。三個のヒドロキシ基を有することにより、水溶性とキレート能を示す。TEA と略称される。

## 製造
モノエタノールアミンはエチレンオキシドとアンモニア水溶液から製造されるが、その反応はジエタノールアミンやトリエタノールアミンをも生成する。反応原料の化学量論の量を変えることで生成物の比率が制御される。

## 利用
この化成品はさまざまな製品の化粧品の製造時にpH調整剤として使用されている。例えば、スキンローション、アイジェル、モイスチャー、シャンプー、シェービングクリーム等である。
他に、トリエタノールアミンは水溶液中でのアルミニウムイオンのキレート剤として広く使用されている。この化学反応は EDTA のようなキレート剤を使った錯滴定でイオンをマスキングする為の前処理剤として使用される。すなわちこれらの試薬は金属イオンと安定な錯体を形成する。
トリエタノールアミンはセメントのクリンカーを粉砕する際の有機添加物 (0.1 wt. %) としても使用されている。トリエタノールアミンはボールミルのボールや内壁表面を覆うことで粉体が凝集することを妨げるので、効率的な粉砕が可能になる。
重金属や放射性同位体金属とトリエタノールアミンとの錯体を形成させセメント封入する際に分散性を改善する機能があるが、一方、溶解性も増大させるので利用については疑問の余地が残されている。
トリエタノールアミンはナイトロジェンマスタード製造に利用されるとして化学兵器禁止条約のSchedule 3, part Bリストに含まれている。また化学兵器の禁止及び特定物質の規制等に関する法律（平成七年四月五日法律第六十五号）により第二種指定物質として指定されている。

## 安全性
他のアミン同様、ニトロソアミンを形成する性質を持っている。しかし、化粧品原料としての使用量が少ないために、生成反応が生じる機会はとても少ないと考えられている。